# Parc national Halimun Salak
Le parc national Halimun Salak est un parc national situé dans la province indonésienne de Java occidental. Il est situé près du parc national Gede Pangrango, plus connu, et près de la ville de Bogor. D'une superficie de 400 km², dont la moitié consiste en ce qu'on peut considérer comme la plus belle zone forestière de Java, il est à cheval sur les kabupaten de Bogor et Sukabumi dans Java occidental, et de Lebak dans la province de Banten.

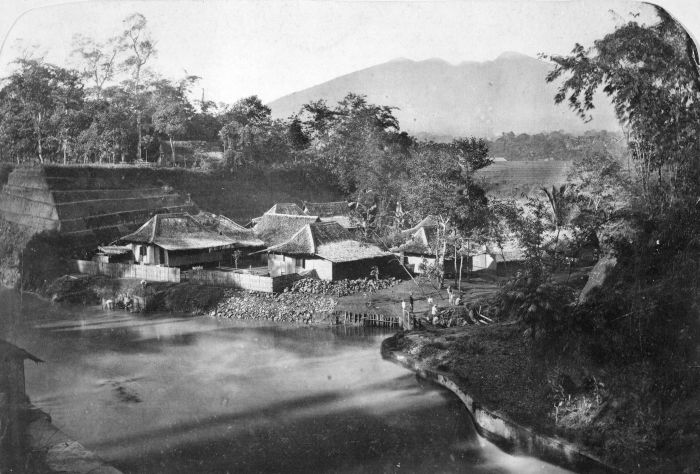
Vue du 19e d'un village au pied du volcan Salak.

Le point culminant du parc est le volcan Salak à 2 211 mètres. Les zones de basse altitude abritent des populations de gibbons ouest-javanais (Hylobates moloch moloch), une sous-espèce menacée du gibbon cendré. Le mont Halimun est leur habitat le plus sûr, mais ils sont confinés à un anneau étroit car l'espèce ne se trouve pas au-dessus de 1 200 mètres. On y trouve également le lutung de Java (Trachypithecus auratus), une autre espèce endémique. La moitié des 145 espèce d'oiseaux qui l'habitent sont rares ailleurs à Java.
Le parc abrite les zones de captage d'eau des zones urbaines et agricoles densément peuplées situées plus au nord.